# 수트리
수트리(이탈리아어: Sutri)는 이탈리아 라치오주 비테르보도에 위치한 코무네다. 로마로부터 50km, 비테르보로부터 남쪽 30km 거리에 있다.